# Paramelaconite
La paramelaconite è un minerale.